# Phoenicoprocta paucipuncta
Phoenicoprocta paucipuncta är en fjärilsart som beskrevs av Dyar 1914. Phoenicoprocta paucipuncta ingår i släktet Phoenicoprocta och familjen björnspinnare. Inga underarter finns listade i Catalogue of Life.